# Monika Schoeller
Monika Schoeller (* 15. September 1939 in Stuttgart als Monika von Holtzbrinck; † 17. Oktober 2019 in Filderstadt) war eine deutsche Verlegerin und Mäzenin. Gemeinsam mit ihrem Halbbruder Stefan von Holtzbrinck war sie Teilhaberin der Verlagsgruppe Georg von Holtzbrinck, Mitglied des Aufsichtsrats und von 1974 bis 2002 Leiterin der S. Fischer Verlage in Frankfurt am Main.

## Leben
Monika Schoeller war die Tochter des Verlegers Georg von Holtzbrinck und seiner Ehefrau Addy, geborene Griesenbeck. Ihre Geschwister sind Georg-Dieter und Karin, ihr Halbbruder Stefan. Monika von Holtzbrinck studierte in München, Wien, Paris, London Sprachen und in Zürich Kunstgeschichte und Germanistik. Unter anderem beim Verlag Artemis & Winkler war sie im Verlagsgeschäft tätig.
Sie heiratete den Literaturwissenschaftler Bernd Schoeller. Ihre Tochter Christiane Schoeller wurde 1968 geboren.
Monika Schoeller und Stefan von Holtzbrinck hielten seit dem vollständigen Rückzug ihres Bruders Georg-Dieter von Holtzbrinck Mitte 2006 jeweils 50 Prozent der Anteile der Verlagsgruppe Georg von Holtzbrinck.

## Verlegerin
1974 übernahm Monika Schoeller die Verlagsleitung der S. Fischer Verlage in Frankfurt am Main. Im Oktober 2002 zog sie sich aus der operativen Leitung der S. Fischer Verlage zurück, blieb aber ohne Ressort Vorsitzende der Geschäftsleitung.
Unter ihrer Ägide wurde 1977 im Fischer Verlag unter anderem die sogenannte „Schwarze Reihe“ ins Leben gerufen und veröffentlicht, die sich um die Aufarbeitung der „Zeit des Nationalsozialismus“, so der offizielle Titel der Reihe, verdient gemacht hat. Eine weitere einflussreiche Reihe, die in Schoellers Anfangsjahren für Aufsehen sorgte, ist „Die Frau in der Gesellschaft“, die 1975 mit Alice Schwarzers Der kleine Unterschied und seine großen Folgen startete.
Ihr Verdienst war die historisch-kritische Gesamtausgabe der Werke Hugo von Hofmannsthals und die große kommentierte Frankfurter Ausgabe Thomas Manns.
Durch ihre Entscheidung erhielt das Deutsche Literaturarchiv in Marbach nach und nach das als hochkarätig beurteilte Archiv des S. Fischer Verlags, soweit es trotz Verlusten durch Emigration und während des Zweiten Weltkriegs vorhanden war; zudem wurden Erschließung und Erforschung auf verschiedenen Wegen zusätzlich finanziert.
Monika Schoeller wurde besonders für ihren dezenten und taktvollen Umgang und ihr starkes Bewusstsein für das literarische Erbe des Fischerverlags gelobt. Sie setzte daher besonders auf Kontinuität und die Fortführung der Fischer-Traditionen.
Bis 2002 betrieb Schoeller den bereits seit den 1970er Jahren zur Holtzbrinck-Gruppe gehörigen Coron-Verlag in Zürich, der für umstrittene Verkäufe von Nachdrucken historischer Bibeln aus der Württembergischen Landesbibliothek kritisiert wurde.

## Vermögen
Laut der Liste der reichsten Deutschen wurde das Vermögen von Monika Schoeller auf 1,1 Milliarden Euro geschätzt. Damit stand sie auf Platz 54 der Rangliste.

## Soziales Engagement
Monika Schoeller rief 2002 die S. Fischer Stiftung ins Leben, heute eine der wichtigsten kulturellen Stiftungen in Deutschland. Stiftungszweck ist die Förderung kultureller und wissenschaftlicher Projekte von nationaler und internationaler Bedeutung, dabei setzt man sich besonders für die Übersetzungsförderung ein. Ein Beispiel hierfür ist das Projekt Traduki, das in Zusammenarbeit mit dem Goethe-Institut und dem Auswärtigen Amt entstand und sich mittels Literatur- und Übersetzerförderung für einen kulturellen Austausch mit und in Südosteuropa engagiert.
Schoeller war Mitglied des Kuratoriums des Literaturhauses Frankfurt sowie der Kurt-Wolff-Stiftung.

## Ehrungen und Auszeichnungen
- 1986: Ehrenplakette der Stadt Frankfurt am Main
- 1997: Friend of Jerusalem Prize
- 1997: Goldene Verdienstmedaille von B’nai B’rith Europe
- 2004: Goetheplakette der Stadt Frankfurt am Main
- 2009: Verdienstkreuz 1. Klasse des Verdienstordens der Bundesrepublik Deutschland
- 2018: Maecenas-Ehrung[13]